# Frédéric Chabot
Frédéric Chabot (né le 12 février 1968 à Hébertville, dans la province de Québec au Canada) est un joueur de hockey sur glace. Il évoluait au poste de gardien.

## Biographie

### Carrière junior
Durant les saisons 1986-1987 et 1987-1988, il joue pour les Voltigeurs de Drummondville dans la Ligue de hockey junior majeur du Québec. Étant finaliste des séries éliminatoires durant la saison 1987-1988, les Voltigeurs obtiennent le droit de participer à la Coupe Memorial.
Il commence la saison suivante avec les Warriors de Moose Jaw, dans la Ligue de hockey de l'Ouest, avant de se voir échangé après vingt-six matchs aux Raiders de Prince Albert qui évoluent dans la même ligue.

### Carrière professionnelle
Le 21 juin 1986, lors du Repêchage d’entrée dans la Ligue nationale de hockey, il est choisi en 192e position lors de la 10e ronde par les Devils du New Jersey.
Frederic commence sa carrière professionnelle au sein des Komets de Fort Wayne dans la Ligue internationale de hockey en 1989-1990. Au mois de janvier 1990, il s’entend avec les Canadiens de Montréal et se rapporte à leur club école, les Canadiens de Sherbrooke, évoluant dans la Ligue américaine de hockey, pour y disputer deux rencontres.
Il passe la majeure partie de la saison suivante avec le club école des Canadiens, celui-ci ayant déménagé à Fredericton, s’appelle désormais les Canadiens de Fredericton. Il y dispute trente-cinq rencontres et se voit octroyer un essai de trois matchs en LNH. Durant la saison 1991-1992, il se voit prêté aux Thunderbirds de Winston-Salem avec qui il dispute vingt-quatre matchs avant de retourner à Fredericton, pour finir la saison en LAH.
Durant le Repêchage d’expansion, il est réclamé par le Lightning de Tampa Bay, pour se voir échanger le lendemain aux Canadiens. Il s’impose comme le gardien partant pour les Canadiens de Fredericton lors de la saison 1992-1993, disputant quarante-cinq rencontres durant la saison régulière.
Durant la saison 1993-1994, il se voit échangé par les Canadiens aux Flyers de Philadelphie et va disputer vingt-huit rencontres pour les Bears de Hershey, le club école des Flyers. Au terme de la saison, il se voit décerner le trophée Aldege-« Baz »-Bastien, remis au meilleur gardien de la saison régulière de la LAH.
En août 1994, il s’entend avec les Panthers de la Floride. Il dispute le championnat de la LIH durant deux ans pour leur club école, les Cyclones de Cincinnati. Lors de la saison 1995-1996, il est nommé sur la deuxième équipe d’étoile de la ligue.
Durant la saison 1996-1997, il joue pour les Aeros de Houston en LIH. Le 20 décembre 1996, Frédéric réussit son troisième blanchissage de suite, égalant le record établis par Dave Hainsworth en 1972-1973 avec les Mohawks de Muskegon. au terme de la saison, il est nommé sur la première équipe d’étoile de la ligue et remporte le trophée James-Gatschene.
En septembre 1997, il s’entend avec les Kings de Los Angeles. Il évolue principalement avec les Aeros, mais dispute aussi seize rencontres de LNH. Durant la rencontre du 10 mars 1998, il subit une entorse au genou droit qui lui fera manquer les sept matchs suivants.
L’été 1998 est une période mouvementée pour Frédéric : il est d’abord réclamé par les Predators de Nashville durant le Repêchage d’expansion, puis est réclamé par les Kings lorsqu’il est soumis au ballotage et finit par être réclamé par les Canadiens lorsque les Kings le soumettent une deuxième fois au ballotage. Il dispute onze matchs en LNH pour les Canadiens, ainsi que 21 matchs pour les Aeros. Il a perdu sa place de gardien titulaire dans cette équipe au profit de Manny Fernandez mais compte quand même dans l’effectif champion de la Coupe Turner.
Durant les saisons 1999-2000 et 2000-2001, il est à nouveau le gardien partant pour les Aeros, durant la saison 1999-2000, il dispute soixante-deux matchs de saison régulière, ainsi que onze matchs de série éliminatoire. Il est nommé sur la première équipe d’étoile, remporte un deuxième trophée James-Gatschene, ainsi que le trophée James-Norris.
En juin 2000, les Blue Jackets de Columbus le réclament lors du repêchage d’expansion, il devient ainsi le joueur qui a le plus été réclamé lors de repêchage d’expansion (3e fois).
En 2001, Frédéric, alors âgé de trente-trois ans, décide de poursuivre sa carrière en Europe, il s’engage avec le Nürnberg Ice Tigers, une équipe évoluant dans le Championnat d'Allemagne de hockey sur glace. Durant la saison 2002-2003, il se blesse et lorsqu’il revient au jeu, il doit partager le filet avec Marc Seliger qui a brillé durant son absence.
Durant la saison 2004-2005, lorsqu’il s’engage avec les Capitals de Vienne, il découvre un nouveau championnat, le Championnat d'Autriche de hockey sur glace. Cette saison là, tout lui réussit : il finit champion et a même l’honneur de représenter le Canada dans deux tournois internationaux : la coupe Loto, se déroulant en Slovaquie et la coupe Pannon GSM, se déroulant en Hongrie .
Pour la saison 2005-2006, il signe avec le grand favori de la DEL, le Adler Mannheim, il ne dispute que 26 matchs et n’arrive pas à aider son équipe qui n’assumant pas son statut de favori n’arrive pas à se qualifier pour les séries éliminatoires. Il met fin à sa carrière de joueur au terme de cette saison.

### Carrière d’entraineur
Frédéric commence sa carrière d’entraineur de gardien avec l’Équipe d'Autriche en 2006-2007, mais ne parvient pas à les aider à se maintenir dans le groupe Élite du Championnat du monde. Ils finissent à la 15e place et se retrouvent reléguer en Division I la saison suivante.
Lors de la saison 2008-2009, il est nommé entraineur des gardiens pour l’équipe des Eisbären Berlin. L’équipe remporte le championnat et les Séries éliminatoires de DEL et Rob Zepp se classe parmi les meilleurs gardiens de la ligue.
Lors de cette même saison, il fait aussi partie du staff de l’Équipe nationale junior du Canada qui remporte le Championnat du monde junior .
Le 6 juillet 2009, il est nommé entraineur des gardiens des Oilers d'Edmonton. Fonction qu’il occupe jusqu’au 24 novembre 2014, lorsqu’il est remplacé par Dustin Schwartz.
Le 3 septembre 2015, il est nommé responsable du développement des gardiens du Wild du Minnesota, ainsi qu’entraineur des gardiens de leur équipe école, le Wild de l'Iowa. Depuis le 26 août 2020, il est promu dans le club de LNH à titre d’entraineur des gardiens.

## Statistiques

### Statistiques en club
| Saison     | Équipe                        | Ligue          |    | Saison régulière | Saison régulière | Saison régulière | Saison régulière | Saison régulière | Saison régulière | Saison régulière | Saison régulière | Saison régulière | Saison régulière | Saison régulière |    | Séries éliminatoires | Séries éliminatoires | Séries éliminatoires | Séries éliminatoires | Séries éliminatoires | Séries éliminatoires | Séries éliminatoires | Séries éliminatoires | Séries éliminatoires | Séries éliminatoires |
| Saison     | Équipe                        | Ligue          | PJ | V                | D                | Pr/N             | Min              | BC               | Moy              | % Arr            | Bl               | Pun              | A                | PJ               | V  | D                    | Min                  | BC                   | Moy                  | % Arr                | Bl                   | Pun                  | A                    |                      |                      |
| 1986-1987  | Voltigeurs de Drummondville   | LHJMQ          | 62 | 31               | 30               | 0                | 3 509            | 292              | 4,99             | 84,7 %           | 1                | 14               | 2                | 8                | 2  | 6                    | 481                  | 40                   | 4,99                 | 85,3 %               | 0                    | 2                    | 0                    |                      |                      |
| 1987-1988  | Voltigeurs de Drummondville   | LHJMQ          | 58 | 27               | 24               | 4                | 3 277            | 237              | 4,34             | 87,3 %           | 1                | 20               | 3                | 16               | 10 | 6                    | 1 020                | 56                   | 3,30                 | 89,8 %               | 1                    | 2                    | 2                    |                      |                      |
| 1987-1988  | Voltigeurs de Drummondville   | Coupe Memorial | 3  | 0                | 3                | 0                | 158              | 18               | 6,86             |                  | 0                | 0                | 0                |                  |    |                      |                      |                      |                      |                      |                      |                      |                      |                      |                      |
| 1988-1989  | Warriors de Moose Jaw         | LHOu           | 26 |                  |                  |                  | 1 385            | 114              | 4,94             |                  | 1                | 0                | 0                |                  |    |                      |                      |                      |                      |                      |                      |                      |                      |                      |                      |
| 1988-1989  | Raiders de Prince Albert      | LHOu           | 28 |                  |                  |                  | 1 572            | 88               | 3,36             |                  | 1                | 0                | 0                | 4                | 1  | 1                    | 199                  | 16                   | 4,82                 | 81,4 %               | 0                    | 2                    | 0                    |                      |                      |
| 1989-1990  | Komets de Fort Wayne          | LIH            | 23 | 6                | 13               | 3                | 1 208            | 87               | 4,32             | 87,3 %           | 1                | 26               | 0                |                  |    |                      |                      |                      |                      |                      |                      |                      |                      |                      |                      |
| 1989-1990  | Canadiens de Sherbrooke       | LAH            | 2  | 1                | 1                | 0                | 119              | 8                | 4,03             | 86,7 %           | 0                | 0                | 0                | -                | -  | -                    | -                    | -                    | -                    | -                    | -                    | -                    | -                    |                      |                      |
| 1990-1991  | Canadiens de Fredericton      | LAH            | 35 | 9                | 15               | 5                | 1 800            | 122              | 4,07             | 87,4 %           | 0                | 8                | 1                | -                | -  | -                    | -                    | -                    | -                    | -                    | -                    | -                    | -                    |                      |                      |
| 1990-1991  | Canadiens de Montréal         | LNH            | 3  | 0                | 0                | 1                | 108              | 6                | 3,33             | 86,7 %           | 0                | 0                | 0                |                  |    |                      |                      |                      |                      |                      |                      |                      |                      |                      |                      |
| 1991-1992  | Thunderbirds de Winston-Salem | ECHL           | 24 | 15               | 7                | 2                | 1 449            | 71               | 2,94             | 90,2 %           | 0                | 12               | 0                | -                | -  | -                    | -                    | -                    | -                    | -                    | -                    | -                    | -                    |                      |                      |
| 1991-1992  | Canadiens de Fredericton      | LAH            | 30 | 17               | 9                | 4                | 1 761            | 79               | 2,69             | 90,6 %           | 2                | 4                | 1                | 7                | 3  | 4                    |                      | 19                   | 2,63                 | 90 %                 | 0                    | 2                    | 0                    |                      |                      |
| 1992-1993  | Canadiens de Montréal         | LNH            | 1  | 0                | 0                | 0                | 40               | 1                | 1,50             | 94,7 %           | 0                | 0                | 0                |                  |    |                      |                      |                      |                      |                      |                      |                      |                      |                      |                      |
| 1992-1993  | Canadiens de Fredericton      | LAH            | 45 | 22               | 17               | 4                | 1 283            | 141              | 3,33             | 90,1 %           | 0                | 16               | 0                | 4                | 1  | 3                    |                      | 15                   | 3,68                 |                      | 0                    | 4                    | 1                    |                      |                      |
| 1993-1994  | Canadiens de Montréal         | LNH            | 1  | 0                | 1                | 0                | 60               | 5                | 5,00             | 79,2 %           | 0                | 0                | 0                |                  |    |                      |                      |                      |                      |                      |                      |                      |                      |                      |                      |
| 1993-1994  | Canadiens de Fredericton      | LAH            | 3  | 1                | 1                | 0                | 143              | 12               | 5,03             | 81,8 %           | 0                | 0                | 0                |                  |    |                      |                      |                      |                      |                      |                      |                      |                      |                      |                      |
| 1993-1994  | Thunder de Las Vegas          | LIH            | 2  | 1                | 1                | 0                | 110              | 5                | 2,72             | 91,9 %           | 0                | 0                | 0                |                  |    |                      |                      |                      |                      |                      |                      |                      |                      |                      |                      |
| 1993-1994  | Flyers de Philadelphie        | LNH            | 4  | 0                | 1                | 1                | 70               | 5                | 4,29             | 87,5 %           | 0                | 0                | 0                |                  |    |                      |                      |                      |                      |                      |                      |                      |                      |                      |                      |
| 1993-1994  | Bears de Hershey              | LAH            | 28 | 13               | 5                | 6                | 1 464            | 63               | 2,58             | 92,1 %           | 2                | 4                | 3                | 11               | 7  | 4                    |                      | 31                   | 2,89                 | 89,8 %               | 0                    | 2                    | 0                    |                      |                      |
| 1994-1995  | Cyclones de Cincinnati        | LIH            | 48 | 25               | 12               | 7                | 2 622            | 128              | 2,93             | 91,2 %           | 1                | 12               | 1                | 5                |    |                      | 327                  | 16                   | 2,94                 | 91,8 %               | 0                    | 2                    | 1                    |                      |                      |
| 1995-1996  | Cyclones de Cincinnati        | LIH            | 38 | 23               | 9                | 4                | 2 147            | 88               | 2,46             | 92,1 %           | 3                | 8                | 3                | 14               |    |                      |                      | 36                   | 2,60                 | 91,6 %               |                      | 4                    | 1                    |                      |                      |
| 1996-1997  | Aeros de Houston              | LIH            | 72 | 39               | 26               | 7                | 4 265            | 180              | 2,53             | 92 %             | 7                | 8                | 1                | 13               | 8  | 5                    |                      | 34                   | 2,63                 | 92 %                 | 2                    | 2                    | 0                    |                      |                      |
| 1997-1998  | Kings de Los Angeles          | LNH            | 12 | 3                | 3                | 2                | 554              | 29               | 3,14             | 89,1 %           | 0                | 0                | 0                |                  |    |                      |                      |                      |                      |                      |                      |                      |                      |                      |                      |
| 1997-1998  | Aeros de Houston              | LIH            | 22 | 12               | 7                | 2                | 1 237            | 4                | 2,23             | 92,1 %           | 1                | 4                | 1                | 4                | 1  | 3                    |                      | 11                   | 2,77                 | 90,8 %               | 0                    | 0                    | 0                    |                      |                      |
| 1998-1999  | Canadiens de Montréal         | LNH            | 11 | 1                | 3                | 0                | 430              | 16               | 2,23             | 91,5 %           | 0                | 2                | 0                |                  |    |                      |                      |                      |                      |                      |                      |                      |                      |                      |                      |
| 1998-1999  | Aeros de Houston              | LIH            | 21 | 16               | 4                | 1                | 1 258            | 49               | 2,34             | 91,6 %           | 3                | 6                | 0                | -                | -  | -                    | -                    | -                    | -                    | -                    | -                    | -                    | -                    |                      |                      |
| 1999-2000  | Aeros de Houston              | LIH            | 62 | 36               | 19               | 7                | 3 695            | 131              | 2,13             | 92 %             | 4                | 24               | 1                | 11               | 6  | 5                    |                      | 20                   | 1,82                 | 93,2 %               | 3                    | 2                    | 0                    |                      |                      |
| 2000-2001  | Aeros de Houston              | LIH            | 47 | 23               | 16               | 5                | 2 705            | 119              | 2,64             | 91 %             | 3                | 4                | 2                | 7                | 3  | 4                    |                      | 13                   | 1,87                 | 93,3 %               | 0                    | 0                    | 0                    |                      |                      |
| 2001-2002  | Nürnberg Ice Tigers           | DEL            | 29 |                  |                  |                  | 1 698            | 56               | 1,98             | 93,2 %           | 4                | 10               | 1                | 3                |    |                      |                      | 9                    | 3,03                 |                      |                      | 0                    | 0                    |                      |                      |
| 2002-2003  | Nürnberg Ice Tigers           | DEL            | 25 |                  |                  |                  | 1 462            | 44               | 1,81             | 94,5 %           | 3                | 10               | 3                | 5                |    |                      |                      | 17                   | 3,42                 | 89,5 %               |                      | 4                    | 0                    |                      |                      |
| 2003-2004  | Nürnberg Ice Tigers           | DEL            | 35 |                  |                  |                  | 1 889            | 72               | 2,29             | 91,4 %           | 3                | 8                | 3                | 5                |    |                      |                      | 12                   | 2,48                 | 90,5 %               |                      | 2                    | 0                    |                      |                      |
| 2004-2005  | Capitals de Vienne            | OËL            | 47 | 33               | 10               | 0                | 2 566            | 116              | 2,71             | 91,4 %           | 2                | 2                | 6                | 10               | 7  | 3                    | 602                  | 24                   | 2,39                 | 93,4 %               | 0                    | 0                    | 1                    |                      |                      |
| 2005-2006  | Adler Mannheim                | DEL            | 26 |                  |                  |                  | 1 360            | 61               | 2,69             | 91,4 %           | 2                | 2                | 0                | -                | -  | -                    | -                    | -                    | -                    | -                    | -                    | -                    | -                    |                      |                      |
| Totaux LNH | Totaux LNH                    | Totaux LNH     | 32 | 4                | 8                | 4                | 62               | 2,95             | 89,4 %           | 0                | 2                | 0                |                  |                  |    |                      |                      |                      |                      |                      |                      |                      |                      |                      |                      |

### Statistiques en équipe nationale
| Année | Équipe | Compétition      |   | PJ | V | D | Pr/N | Min | BC   | Moy   | % Arr | Bl | Pun      |  | Résultat |
| 2004  | Canada | Coupe Loto       | 2 |    |   |   | 0    | 8   | 2,66 | 93,9% | 0     |    | 3e place |  |          |
| 2005  | Canada | Coupe Pannon GSM | 1 | 1  | 0 | 0 | 0    | 0   | 0    | 100 % | 1     |    | 2e place |  |          |

## Transactions
- Le 16 janvier 1990, il signe un contrat à titre d’agent libre avec les Canadiens de Montréal[6].
- Le 18 juin 1992, il est réclamé par le Lightning de Tampa Bay, durant le Repêchage d’expansion[18].
- Le 19 juin 1992, il est échangé par le Lightning aux Canadiens, en retour de Jean-Claude Bergeron[19].
- Le 21 février 1994, il est échangé par les Canadiens aux Flyers de Philadelphie, en retour d’une somme d’argent[19].
- Le 11 août 1994, il signe un contrat à titre d’agent libre avec les Panthers de la Floride[4].
- Le 3 septembre 1997, il signe un contrat à titre d’agent libre avec les Kings de Los Angeles[6].
- Le 26 juin 1998, il est réclamé par les Predators de Nashville, durant le Repêchage d’expansion[20].
- Le 18 juillet 1998, il est réclamé au ballotage par les Kings[6].
- Le 5 octobre 1998, il est réclamé au ballotage par les Canadiens[4].
- Le 9 août 1999, il signe une prolongation de contrat de deux ans avec les Canadiens[6].
- Le 23 juin 2000, il est réclamé par les Blue Jackets de Columbus, durant le Repêchage d’expansion[21].
- Le 16 mai 2001, il est signe un contrat à titre d’agent libre avec le Nürnberg Ice Tigers[4].

## Récompenses

### LHOu
- 1988-1989 : 
  - sélectionné sur la première équipe d’étoile de la Division de l’Est[22]

### ECHL
- 1991-1992 : 
  - Meilleur gardien du championnat pour la moyenne de but allouée par match[23]

### LAH
- 1993-1994 : 
  - Meilleur gardien du championnat pour la moyenne de but allouée par match[24]
  - Meilleur gardien du championnat pour le pourcentage d’arrêt[25]
  - Remporte le trophée Aldege-« Baz »-Bastien, remis au meilleur gardien de la saison[26]

### LIH
- 1995-1996 : 
  - nommé sur la seconde équipe d’étoile de la ligue[27]
- 1996-1997 : 
  - nommé sur la seconde équipe d’étoile de la ligue[28]
  - Remporte le trophée James-Gatschene, remis au joueur jugé le meilleur de la ligue[29]
- 1999-2000 : 
  - nommé sur la seconde équipe d’étoile de la ligue[28]
  - Remporte le trophée James-Gatschene[29]
  - Remporte le trophée James-Norris, remis au meilleur gardien de la ligue[30]
  - Remporte la Coupe Turner avec les Aeros de Houston[31]

### DEL
- 2000-2001 : 
  - nommé meilleur gardien de la ligue[32]

### OËL
- 2004-2005 : 
  - Meilleur gardien des séries éliminatoires pour la moyenne de but allouée par match [33]
  - Meilleur gardien des séries éliminatoires pour le pourcentage d’arrêt[34]
  - Remporte le championnat, avec les Capitals de Vienne[35]